# 노먼 러브렉트
노먼 러브렉트(영어: Norman Lebrecht, 1948년 7월 11일 ~ )는 영국의 음악 평론가, 작가이다. 한국에서는 독일식 발음으로 알려저있다. 2002년부터 '이브닝 스탠더드'의 부편집장으로 활동하며, BBC 라디오 3에서 '러브렉트 라이브'를 진행하고 있다. 또한 파이돈(Phaidon) 출판사의 '20세기 작곡가 전기 시리즈'를 기획해 편집하고 있다.

## 저서
- 거장 신화 The Maestro Myth: great conductors in pursuit of power (1991) 펜타그램
- 왜 말러인가? Why Mahler?: How One Man and Ten Symphonies Changed Our World (2010) 모요사